# 李彦颖
李彦颖（1118年—1199年），字秀叔，湖州德清县（今浙江省德清县）人。南宋大臣，宋孝宗时参知政事。

## 生平
宋高宗绍兴十八年（1148年）进士，任余杭主簿。以御史周操推荐他，擢升为御史台主簿。李彦颖主战反和，不合汤思退之意，被排斥。宋孝宗乾道初年，改任国子博士，权吏部郎中。因父丧丁忧去职。服满，复任吏部兼皇子恭王府直讲，权右史兼兵部侍郎。乾道七年（1171年）宋孝宗立皇太子赵惇，李彦颖兼左谕德，兼中书舍人。反对张说复枢密院事。于是权礼部侍郎兼侍讲，奏请皇帝任用骨鲠之士。升为詹事兼吏部侍郎，升任吏部尚书。接送金使还，请朝廷在两淮兵备城筑、裁减接送浮费。淳熙元年（1174年）擢升为签书枢密院事，次年，为参知政事，上奏汤邦彦轻浮，请朝廷不要用他。并且上奏，节用以备边防。之后坠马，力求去职，出知绍兴府，有惠政。淳熙九年（1182年）再任参知政事。次年，谏官弹劾他的儿子将人打死，于是罢职奉祠。后来起知婺州，禁止百姓屠杀耕牛。宋光宗绍熙元年（1190年），致仕，宋宁宗庆元五年（1199年），李彦颖卒。赠少保，谥号忠文。

## 延伸阅读
[在维基数据编辑]
 《宋史·卷386》，出自脱脱《宋史》